# Ardour
Ardour — вільний звуковий редактор, призначений для багатоканального запису, обробки та мікшування звуку. Є мультитрекова шкала часу, необмежений рівень відкоту змін протягом усієї роботи з файлом (навіть після закриття програми), підтримка різноманітних апаратних інтерфейсів.
Мета створення Ardour — надати цифрову звукову станцію, придатну для професійного використання. Програма позиціонується, як вільний аналог професійних засобів ProTools, Nuendo, Pyramix і Sequoia. Сирцевий код Ardour поширюється під ліцензією GNU General Public License (версії 2 або пізнішої).
Працює на Linux, Mac OS X та FreeBSD.. Його основний автор — Пол Девіс (Paul Davis), також відповідальний за звуковий сервер JACK Audio Connection Kit.
Безплатне готове складання для Mac відрізняється від платної версії неможливістю завантажувати і зберігати налаштування плагінів Audio Units.

## Можливості
Випуск 3.5 у жовтні 2013 був примітним значними архітектурними змінами — операції вводу/виводу звуку і MIDI винесені з ядра Ardour в зовнішні динамічно завантажувані модулі. Ardour більше теоретично не залежить від JACK, ба надана JACK функціональність відтепер викликається через окремий абстрактний прошарок, який дозволяє підключити замість JACK інші сторонні реалізації, котрі використавують специфічні для різних платформ звукові та MIDI API, наприклад CoreAudio в OS X або ASIO в Windows. Тим не менш, підтримка роботи з використанням JACK збережена в повному обсязі, і JACK поки залишається єдиним доступним бекендом (підтримка інших систем очікується в майбутніх випусках).
Тут описані основні можливості програми.

### Запис
Можливості запису в Ardour обмежені тільки обладнанням, на якому він запущений. У ньому немає вбудованих програмних обмежень. Коли відбувається запис, Ardour може автоматично компенсувати затримку, позиціонуючи записаний матеріал там, де він мав з'явитися при записі. Функції моніторингу включають моніторинг зовнішнім обладнанням (можливість, яка надається деякими звуковими картами), моніторинг Ardour і моніторинг JACK. Моніторинг за допомогою Ardour дозволяє накладати ефекти на сигнал під час запису в реальному часі. Завдяки абстракції портів входу і виходу в звуковому сервері JACK ви можете записувати в Ardour не тільки сигнал із звукової карти, але і від будь-якої програми, що підтримує JACK. Серед таких програм — синтезатори, хости ефектів та інструментів, модульні середовища композиції тощо.
Актуальні версії JACK також підтримують транспорт аудіо через IP-мережу. Це робить можливим запуск Ardour на обладнанні, відокремленому від обладнання, яке має звуковий інтерфейс.

### Мікшування
Ardour підтримує довільну кількість звукових доріжок та шин і систему маршрутизації чого завгодно куди завгодно. Всі параметри гучності, панорамування і параметри плагінів можуть бути автоматизовані. Всі операції мікшування і процедура зберігання семплів всередині виконуються в 32-розрядному форматі з плаваючою точкою для забезпечення високої точності і достовірності.

### Редагування
Ardour підтримує зсув, підгонку, розрізання і розтягування часу записаних ділянок з дозволом рівня семплів, а також дозволяє нашаровувати області звукових даних. У програму вбудований гнучкий редактор фейдів та інструмент розпізнавання темпу. Програма може зберігати історію змін разом з проектом, так що зміни можна скасовувати і повертати при повторному відкритті проекту. Разом з тим, є й управління знімками.

### Мастеринг
Ardour може бути використаний як оточення для мастерингу. Інтеграція з JACK робить можливим використання засобів мастерингу, на кшталт JAMin, для обробки звукових даних. Вивід мікшера Ardour може бути посланий в JAMin та/або в будь-яку іншу JACK-сумісну програму, а вивід цих програм може бути записаний за допомогою записуючих програм. Ardour може так само експортувати файли TOC і CUE, які дозволяють створювати звукові компакт-диски.

### Плагіни
Ardour покладається на систему плагінів для забезпечення багатьох можливостей — від обробки ефектами до динамічного контролю. Він підтримує LADSPA і LV2-архітектури для плагінів на Linux і додатково Audio Units на OS X. Використання Steinberg VST-плагінів можливо на Linux і FreeBSD якщо Ardour скомпілювати з включенням цієї можливості. З версії 2.8 підтримка VST не вимагає наявності VST SDK від Steinberg. З версії 3.0 є підтримка нативних VST для Linux.

### Міді-доріжки
Підтримка міді-доріжок з'явилася в третій версії програми.

### Імпорт та Експорт
Ardour підтримує експортування усього сеансу або частин сеансу, а також імпортування звукових фрагментів у сеанс більш ніж з 30 різних аудіоформатів. Це може бути виконане з вбудованого менеджера бази даних файлів або безпосередньо з оглядача файлів.

### Відео
У версії 3.2 з'явилася підтримка деяких дій з відео: накладання звуку, покадровий перегляд, експорт, і т. д. [11]

## Виноски
1. ↑  Davis, Paul (23 вересня 2005). ardour 0.99 released. ardour-dev (Список розсилки). Архів оригіналу за 12 лютого 2012. Процитовано 30 грудня 2008.
2. ↑  Davis, Paul (23 вересня 2005). post 0.99. ardour-dev (Список розсилки). Ardour.org. Архів оригіналу за 3 листопада 2005. Процитовано 30 грудня 2008.
3. ↑  The first development series of Ardour was finalized with 0.99; there was no 1.0 release, and all features which had been planned for 1.0 were deferred to the 2.0 series.[2]
4. ↑  Other Languages and Translation "team". Ardour.org. Архів оригіналу за 20 червня 2012. Процитовано 6 листопада 2013.
5. 1 2  A licence notice example on top an Ardour source code file. Ardour.org. Процитовано 8 грудня 2009. {{cite web}}: Недійсний |deadurl=404 (довідка)[недоступне посилання з лютого 2019]
6. ↑  Ardour - System Requirements. Архів оригіналу за 20 червня 2012. Процитовано 6 листопада 2013. [Архівовано 2011-09-27 у Wayback Machine.]
7. ↑  FreshPorts — audio/ardour. Архів оригіналу за 4 липня 2013. Процитовано 6 листопада 2013.
8. ↑  Windows? | ardour. Архів оригіналу за 23 січня 2013. Процитовано 6 листопада 2013.
9. ↑  Why Ardour don't work in windows? | ardour. Архів оригіналу за 29 квітня 2012. Процитовано 6 листопада 2013.
10. ↑  Вышел свободный звуковой редактор Ardour 3.5 [Архівовано 20 квітня 2014 у Wayback Machine.] // opennet.ru 21.10.2013
11. ↑  NetJack - Jack Over The Net. Архів оригіналу за 20 червня 2012. Процитовано 6 листопада 2013.
12. ↑  Ardour 2.8 Released. Архів оригіналу за 20 червня 2012. Процитовано 6 листопада 2013.
13. ↑  Ardour 3.0. Архів оригіналу за 4 квітня 2014. Процитовано 6 листопада 2013.